# Jacques Lejeune
Pour les articles homonymes, voir Jacques Lejeune (homonymie) et Lejeune.
Jacques Lejeune est un compositeur français né en 1940 à Talence. Sa musique s'inscrit principalement dans le domaine de la musique concrète.

## Biographie
Jacques Lejeune étudie auprès de Daniel Lesur, Pierre Schaeffer et François Bayle. Il fait partie du Groupe de recherches musicales (GRM) depuis 1968, où il devient responsable de la « cellule de musique pour l'image ». Il enseigne l'électroacoustique à l'ADAC/Ville de Paris à partir de 1978. Mais il précise « à partir de ce vilain terme officiel, il faut faire cette parenthèse, en gommant tout le fatras des termes de chapelle : musique moderne, acousmatique, électroacoustique, cinéma de l'oreille, expérimentale parce que le mot de concret seul (qui englobe au demeurant les vocables précédemment cités) véhicule par lui-même toute l'âme de cette musique : la chair et la plastique de la chose et la poésie qui en émane ».
Un aspect assez rare parmi les compositeurs de musique contemporaine : un goût prononcé pour l'humour, intégré directement à la composition, sinon aux sujets qui la motivent. L'essentiel de sa production musicale se réfère d'ailleurs peu ou prou à la voix, entremêlant images du réel et métaphores. Il en propose le classement suivant, issu de la réalité ordinaire, du sacré ou de la mythologie humaine et animale, ou encore de la satire critique :
1. Le Personnage et le Paysage quotidien
2. Le Fabuleux : 2.a Les contes de la forêt profonde - 2.b Le rêve de l'eau vive - 2.c Légendes et magie de l'air
3. Rituel et imagerie du Sacré : 3.a Messes et prières - 3.b Les amants, la mort et les anges
4. Les oiseaux-fantaisie
5. farces : 5.a Le bestiaire - 5.b Burlesque, gourmandise et érotisme
6. Variations : 6.a Études et paraphrases - 6.b Pièces inspirées de la métamorphose - 6.c Aphorismes

Mais la singularité de sa démarche réside dans un nouveau chantier, entrepris depuis les années 2000, portant sur les "écritures croisées" et dans lequel il continue son travail de création présent et à venir et revisite celui du passé. Il intitule les produits de cette nouvelle recherche "fables musicales" et s’estime donc un compositeur aboutissant simplement à cette autre diffusion de ses musiques sur haut-parleurs se doublant d'images dessinées et de poèmes projetés. Mais pour cette forme nouvelle, il ne peut s'agir d'un produit mécanique vidéo-musical, de l'illustration décorative d'un genre par un autre. C'est toujours, pour lui, la musique qui doit diriger la fable, tout en tenant compte de la réflexion née de l'utilisation des écritures qui la croisent. Ce croisement des jeux du visuel et de l’oreille engage l’imaginaire dans une nouvelle complexité, vers un nouveau geste de sa modernité.

## Catalogue
Le Catalogue total d'œuvres comprend environ une centaine de pièces ((pièces de jeunesse, pièces réalisées pendant le cursus, musiques d'application (1. Oratorios et poèmes ; 2. Ballets et spectacles 3. Théâtre ; 4. Créations radiophoniques ; 5. Télévision) et musiques pour le concert)).
Seules ces dernières sont citées ci-après (les chiffres entre parenthèses se réfèrent au classement qui précède):
1. 1970– Teratolgos ou Étude de musique concrète :6 min 45 s (6.a)
2. 1971– Cri : 29 min 11 s (1)
3. 1973/74 – Parages : 46 min (2.c)
4. 1975 – Blancheneige: 40 min 40 s (2.a)
5. 1976 – Paysaginaire : 13 min 10 s (4) pour flûte et support
6. 1979 – Entre terre et ciel : 22 min 20 s (2.c)
7. 1981 – Symphonie au bord d'un paysage : 39 min 45 s (1)
8. 1982 – L'oiseau et l'enfant: 11 min 40 s (4)
9. 1982 – Symphonie romantique ou Étude d’après Berlioz : 33 min 22 s (6.b)
10. 1983 – Intermède pour la nuit des oiseaux : 4 min 05 s (4)
11. 1983 – L'invitation au départ : 40 min 20 s (1)
12. 1984 – Cantus tenebrarum: 37 min 16 s (3.a)
13. 1985 – Impromptu-nuage ou Étude sur morphologie pour l'ordinateur du GRM: 5 min 10 s (6.a)
14. 1985 – Les Palpitations de la forêt: 26 min 40 s (2.1)
15. 1985 – Le Cantique de la résonance : 25 min 30 s, 1985 (2.c)
16. 1986 – Une danse macabre: 25 min 30 s (3.b)
17. 1986 – Clair d'oiseaux: 6 min (4)
18. 1986/87 – Messe aux oiseaux : 66 min 42 s (3.a)
19. 1987 – Ave Maria : 5 min 29 s (3.a)
20. 1987 – Étude-paraphrase sur le motif du personnage : 9 min 38 s (6.a)
21. 1988 – Marseillaise avec chœurs et personnages ou Étude au 14 juillet : 20 min 10 s (6.b)
22. 1988 – Trois études pour l'espace de diffusion : 23 min 12 s (6.a)
23. 1989 – Le Cantique des Cantiques : 65 min 18 s (3.b)
24. 1990 – La Prière des anges : 28 min 25 s (3.b)
25. 1990 – Pour entrer et sortir d'un conte : 21 min 05 s (2.a)
26. 1991 – Opéra d'eau : 22 min 47 s (2.b)
27. 1992 – L'Oiseau-danse-la-pluie : 19 min (4)
28. 1992 – La Petite suite Laforgue : 5 min 10 s (5.b)
29. 1993 – Clin d'œil à Jean de La Fontaine : 5 min (5.a)
30. 1994 – Oraison funèbre de Renart : 14 min 30 s (5.a)
31. 1993 – Le Petit chapon rouge : 11 min 25 s (5.b)
32. 1994 – Clamor meus veniat : 15 min 16 s (3.b)
33. 1995 – Fragments gourmands : 16 min (5.b) pour saxophoniste conteur et support
34. 1996 – Chansons zoomorphes : 13 min 33 s (5.a)
35. 1996 – Seconde leçon de ténèbres pour le mercredi saint : 13 min (3.a)
36. 1997 – L'église oubliée : 8 min 55 s (2.a)
37. l997 – L'eau primesautière : 12 min 50 s (2.b) pour saxophone sopranino et support
38. 1998 – Portrait de jeune fille au miroir ou Étude aux silences : 11 min 55 s (6.a)
39. 1999 – Chansons loufoques : 25 min (5.b)
40. 1999 – Jeux d'oiseaux surpris au détour d'un ruisseau : 5 min (4)
41. 2000/01 – Éloge de la bêtise ou Péripéties des Ubu : 73 min 14 (5.b) Opéra pour voix solistes, deux saxophonistes et support.
42. 2003/04 – Théâtres de l'eau : 31 min 16 s (2.b)
43. 2004 – La Ronde des animaux: 75 min 05 s (5.a)
44. 2004 – X… ou Étude sur les granulations d'une voix : 5 min (6.a)
45. 2005 – Berceuse pour un enfant de Palestine : 29 min 10 s (3.b)
46. 2006 – Zigzag ou Étude sur une gamme chromatique (6.a)

À partir de 2006 quelques pièces encore sont en cours et prévues pour terminer son œuvre (notamment : Mouvement perpétuel, Chansons érotiques, Chansons de la main, Bestiaire sans musique, Fables musicales ou cahier d'aphorismes n°1 et Silences ou cahier d'aphorismes n°2

## Discographie
1. Parages pour support audio - Ina-GRM 1976
2. Symphonie au bord d'un paysage pour s.a. - Ina-GRM 1983
3. Blancheneige pour s.a - Nathan 1988
4. Le Cantique des Cantiques pour s.a. - Ina-GRM 1990
5. Oraison funèbre de Renart, Le Petit chapon rouge pour soprano et s.a. et La Petite suite Laforgue pour soprano solo - Agon 1996
6. Pour entrer et sortir d’un conte, et L'Église oubliée pour s.a - Ina-GRM 1997
7. L'Eau primesautière pour saxophone et Fragments gourmands pour saxophoniste-conteur sur des textes de Brillat-Savarin et s.a. - Ina-GRM 1999
8. Messe aux oiseaux et Ave Maria pour s.a. - Ina-GRM 2000
9. Clin d’œil à Jean de La Fontaine pour chœur de femmes - Répertoires polychromes n°1 MFA/Radio France 2001
10. Entre terre et ciel pour s.a. - Revue-disque «Licences» n°2 2002/03
11. L'Invitation au départ et Symphonie romantique pour support audio - Motus 2003
12. Paysaginaire pour flûtes ou saxophones et s.a. : 13 min 10 s - Visages du Saxophone 2003
13. Cantus tenebrarum, Portrait de jeune fille au miroir et Le Cantique de la résonance pour s. a. - Motus 2003
14. Éloge de la bêtise ou Les Péripéties des Ubu pour 3 voix, 2 saxophones et s.a. - Ina-GRM 2004
15. Cri, Les Palpitations de la forêt, Théâtres de l’eau pour s.a et Seconde leçon des ténèbres pour le Mercredi Saint pour soprano et s.a. - Livre-disque «Sonopsys» n°2/3 2005
16. Clair d’oiseaux pour chœur d’enfants et s.a - Môméludies 2005

## Récompenses
Jacques Lejeune s'est vu décerner :
- le ler Prix Musica Nova
- Sélection française Prix Paul Gilson
- Mention Ars Electronica
- Citation 20e anniversaire du CDMC
- Sélection Grand Prix lycéen des compositeurs
- Trophée d'or F.A.U.S.T.)

## Citations de presse
Jacques Bonnaure, parle ainsi de lui dans La Lettre du musicien de décembre 2000 : « Lejeune occupe, dans le monde de la musique électroacoustique, une place à part. Il est peut-être le seul dans cette galaxie musicale, à parler, non sans humour, le langage du conte et du rêve, de l’enfance et de l’amour, de la gourmandise et de l’érotisme ».
Philippe Louvreaud, ajoute dans Bibliothèque(s) de mars 2006: « … La musique, à la fois rugueuse et touchante, brute et tendre, faite de froissements, d'agitations fébriles, de fourmillants clairs-obscurs, s'étend comme une “forêt électronique” où le matériau est affirmé sans préjudice à ses virtualités imageantes... Un catalogue exhaustif et minutieux, des résumés en anglais, une riche illustration originale font de cette publication précieuse le plus bel hommage qui se puisse rendre à une figure encore trop secrète de la musique d'aujourd'hui... »